# Rivazzurra

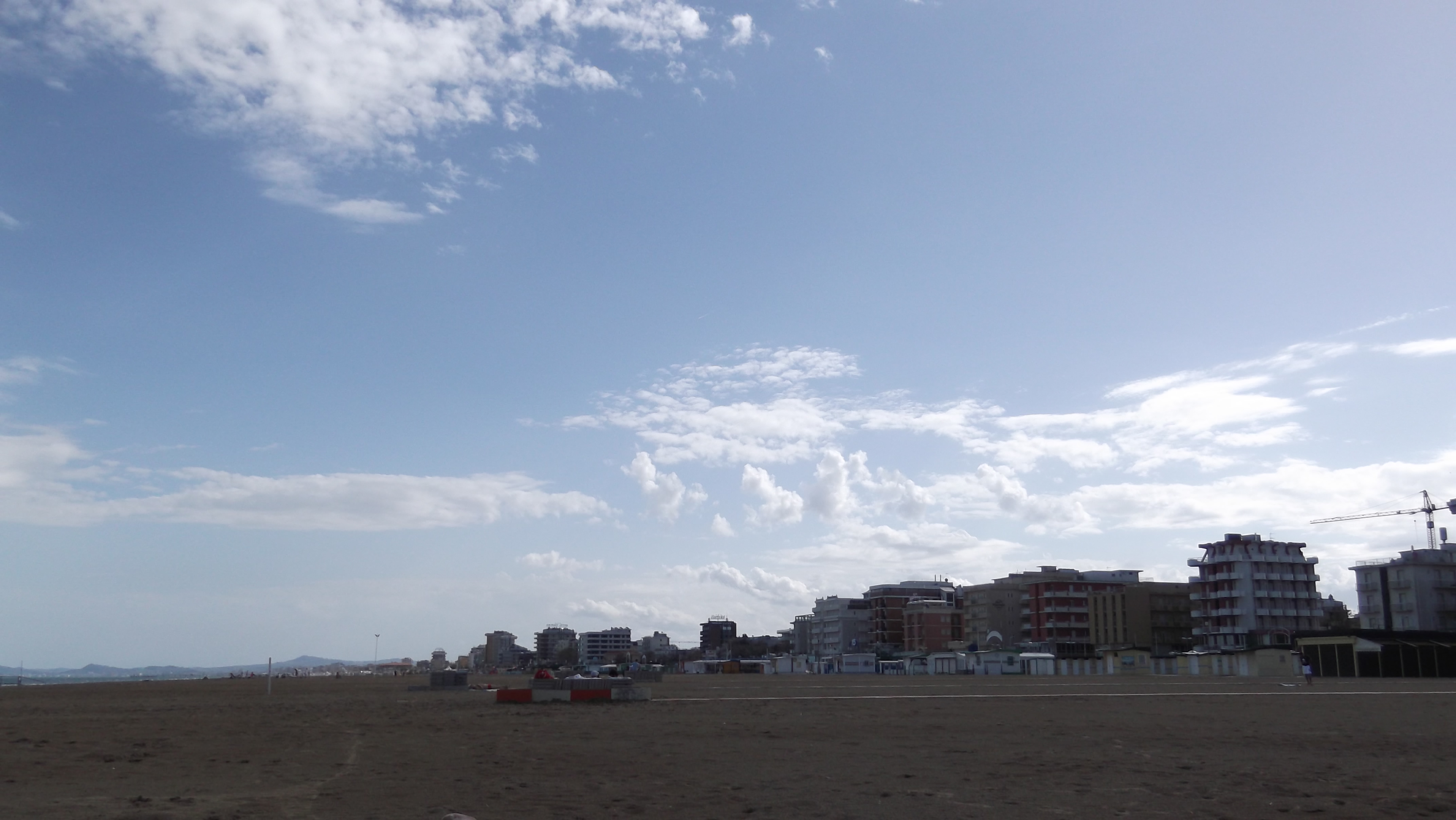
photo de la ville

Rivazzurra est une frazione de la commune de Rimini, dans la province éponyme, en Émilie-Romagne. Elle se trouve entre les deux autres frazione de Bellariva et Miramare (it).
Située dans la zone littorale, en bord de l'Adriatique, au sud de Rimini, précisément entre Bellariva et Miramare, Rivazzurra fait partie de ce morceau de côte qui a été entièrement construit dans le cadre des importants aménagements touristiques réalisés dans les années 1960. Au cours de cette période, en effet, en l'absence de tout plan d'urbanisme, ont été massivement édifiés, les uns à côté des autres, de nombreux hôtels et résidences de vacances.
Non loin de Rivazzurra, à Miramare, se trouve l'aéroport international Federico Fellini de Rimini.

## Activités
En plus d'être une destination touristique en été, qui amène de nombreux vacanciers attirés par les nombreuses attractions nocturnes de la riviera, Rivazzurra peut se vanter d'offrir un certain nombre d'activités intéressantes pour les familles et les enfants, telles que le parc d'attractions Fiabilandia.

## Transports publics
Rivazzurra est bien desservie par les transports publics routiers :
- Le lungomare, la promenade en bord de mer, est traversé par le bus nº 11.
- La zone résidentielle est desservie par le bus n° 9.
- La route nationale est reliée à Rimini par le bus n° 124.

## Sources
- (it) Cet article est partiellement ou en totalité issu de l’article de Wikipédia en italien intitulé « Rivazzurra » (voir la liste des auteurs).